# Rejsen til månen
 For alternative betydninger, se Rejsen til månen (flertydig). (Se også artikler, som begynder med Rejsen til månen)
Rejsen til månen, udgivet 1867, er titlen på en novelle af den amerikanske forfatter og digter, Edgar Allan Poe. Også udgivet i 1969 under titlen Hans Pfaalls rejse til maanen. Oprindelig udgivet på engelsk 1835 under titlen Hans Pfaall og i 1842 som The Unparalled Adventure of One Hans Pfaall

## Handling
En tilfældig dag i Rotterdam kommer der en luftballon, bærende på en lille, spøjst udseende mand, til syne på himlen. Manden kaster en skrivelse ned til byens måbende beboere, hvorefter ballonen igen flyver væk. Skrivelsen bliver samlet op af nogle af byens fremtrædende beboere, og i den kan de læse en utrolig beretning, skrevet af novellens hovedperson, Hans Pfaall. Beretningen fortæller om Pfalls dalende lyst til livet – en dalende lyst, der havde fået ham til at overveje selvmord som den eneste udvej. En dag, da han vandrer omkring i sin armod, finder han imidlertid en bog hos den lokale boghandler, der fanger hans opmærksomhed. Inspireret af bogen, udvikler Pfaall en række sindrige videnskabelige konstruktioner, der lader ham bygge en luftballon. En nat – hjulpet af tre intetanende kreditorer, der egentlig er en del af grunden til hans fortvivelse – stiger han til vejrs i ballonen og forlader således denne verden uden at begå selvmord (kreditorerene omkommer uheldigvis ved en eksplosion under opstarten). Pfall beskriver herefter, hvordan han gennem mange dage ved hjælp af en række snedige opfinderlser stiger stadig højere og højere til vers med en ambition om at nå månen. Til sidst – efter mange anstrengelser og livstruende øjeblikke – lander han på månen og opdager, at den er beboet af små, grimme mænd uden ører. Pfaall slutter sit brev med at bede om lov til at vende tilbage til jorden – på trods af hans økonomiske situation og hans udåd, som kostede de tre kreditorer livet. Historien er imidlertid for utrolig for Rotterdams lærde og med en række argumenter, der både forklarer den lille mand i ballonen og Pfaalls forsvinden på anden vis, undlader man at gøre mere ved sagen.

## Udgivelse af novellen
- The Complete Tales & Poems of Edgar Allan Poe, Castle Books, 1985
- Poe, Edgar Allan: Hans Pfaalls Rejse til Maanen, Teknisk Forlag, 1969
- Andersen, Carit (1987) Edgar Allan Poe: Sælsomme fortællinger, Carit Andersens forlag.